# USS 유타 (BB-31)

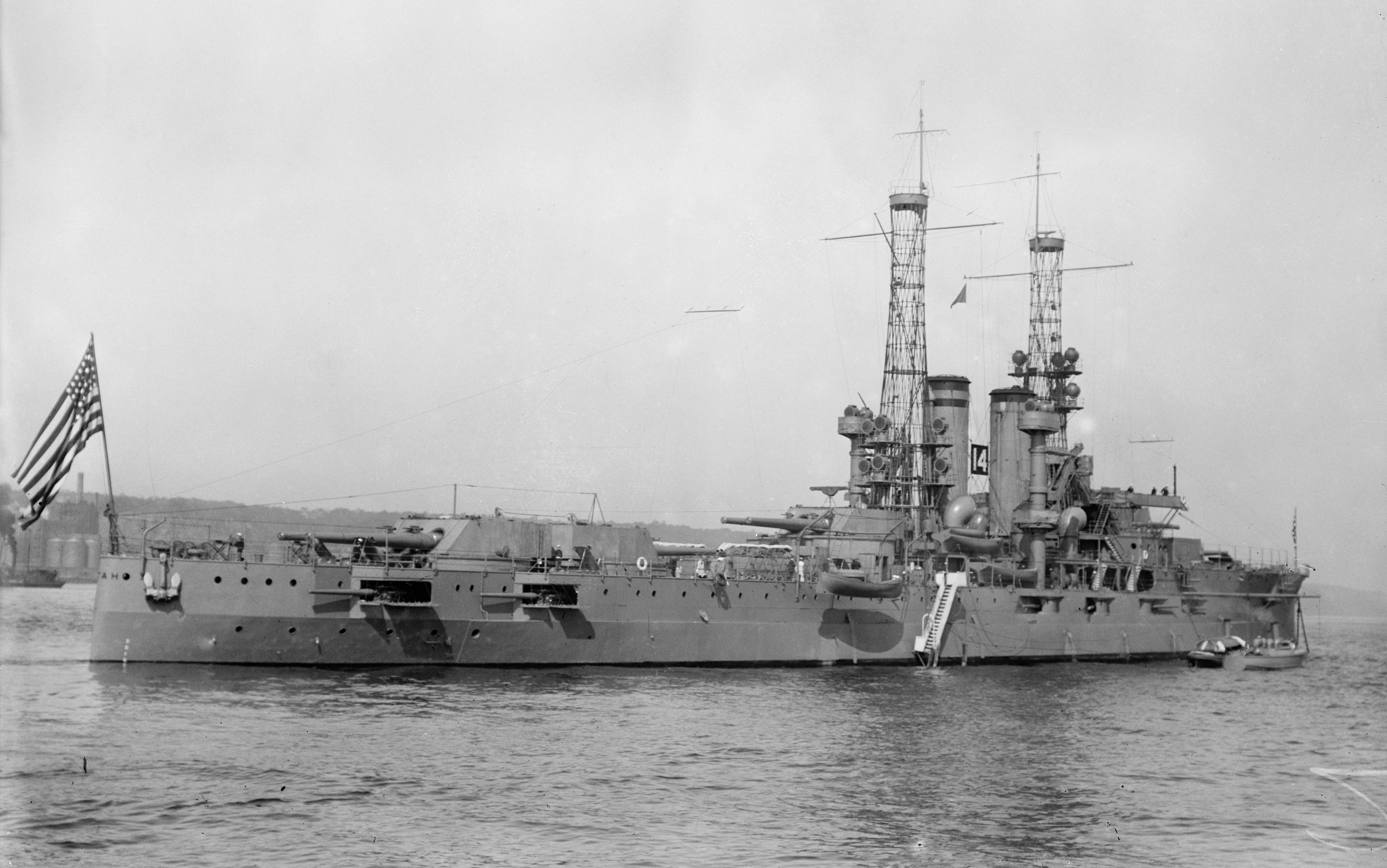

USS Utah(BB-31)는 플로리다 급 드레드노트 전함의 두 번째 이자 마지막 전함으로 미해군 전함 중 유일하게 유타주 (the state of Utah)의 이름이 명명된 전함이다. 자매함으로는 USS Florida(BB-30)가 있다.
뉴욕 조선그룹에서 건조를 시작하여 1909년 3월 진수하였으며 1911년 8월 12인치(300mm) 2연장 5기의 포탑(총 10문)등을 장착하는 것으로 외장공사를 완료하며 취역하였다.
유타(BB-31)와 플로리다(BB-30)